# 长滩镇 (沈阳市)
长滩镇，是中华人民共和国辽宁省沈阳市辽中区下辖的一个乡镇级行政单位。

## 行政区划
长滩镇下辖以下地区：
东街社区、西街社区、小兀拉村、大兀拉村、土西村、土北村、王秀台何庄村、前余张家村、土东烟台子村和三合村。